# Mr.ソクラテス
『Mr.ソクラテス』（ミスター・ソクラテス、原題：미스터 소크라테스）は、2005年に公開されたキム・レウォン主演の韓国映画。シンジケートによって教育され、刑事に仕立て上げられた男が、そのシンジケートに立ち向かっていく様を描いたアクション映画。タイトルは、哲学者ソクラテスの格言「悪法も法なり」に由来する。

## 出演者
- キム・レウォン
- カン・シニル
- イ・ジョンヒョク
- ユン・テヨン
- オ・クァンノク
- パク・チョルミン